# Tibério Semprônio Graco (cônsul em 238 a.C.)
Tibério Semprônio Graco (em latim: Tiberius Sempronius Gracchus) foi um político da gente Semprônia da República Romana eleito cônsul em 238 a.C. com Públio Valério Falto. Ele é melhor conhecido por ter sido pai de Tibério Semprônio Graco, cônsul em 215 e 213 a.C., avô de Tibério Graco Maior, cônsul em 177 a.C., e bisavô dos "Irmãos Gracos" (Tibério e Caio Graco).

## Edil (246 a.C.)
Foi edil em 246 a.C. e, durante seu mandato, apoiado por seu colega, Caio Fundânio Fúndulo, acusou Cláudia, filha de Ápio Cláudio Cego, que acabou condenada a pagar uma multa que foi suficiente para construir o Templo da Liberdade no Aventino. Cícero conta a mesma história de forma diferente. Segundo ele, foi Públio Cláudio Pulcro, filho de Ápio Cláudio Cáudice (neto de Cego), e não Cláudia, o acusado de ter lutado apesar dos auspícios contrários e ser derrotado na Batalha de Drépano em 249 a.C.. Quando as centúrias se preparavam para votar, uma tempestade interrompeu a votação. Alguns tribunos intervieram logo em seguida e proibiram que uma mesma acusação pudesse ser apresentada pelos mesmos acusadores duas vezes num mesmo ano. Por isso, Fundânio e Graco tiveram que mudar de estratégia e, assim, conseguiram seu intento. Outros relatos afirmam que Cláudia só teria sido julgada depois da morte de seu irmão.

## Consulado (238 a.C.)
Graco foi eleito cônsul em 238 a.C. com Públio Valério Falto. Durante o seu mandato, a Sardenha e a Córsega foram conquistadas depois de terem se revoltado contra os mercenários cartagineses, tornando-se a segunda província romana. Contudo, o próprio Tibério, que não conseguiu coletar quase nenhum butim, foi criticado por não ter conseguido apresentar nenhum prisioneiro de grande valor.